# یونیسواپ
یونیسواپ (انگلیسی: Uniswap) شرکت خدمات مالی و صرافی ارز دیجیتال است، که در سال ۲۰۱۸ تأسیس شد.